# Arte sumera

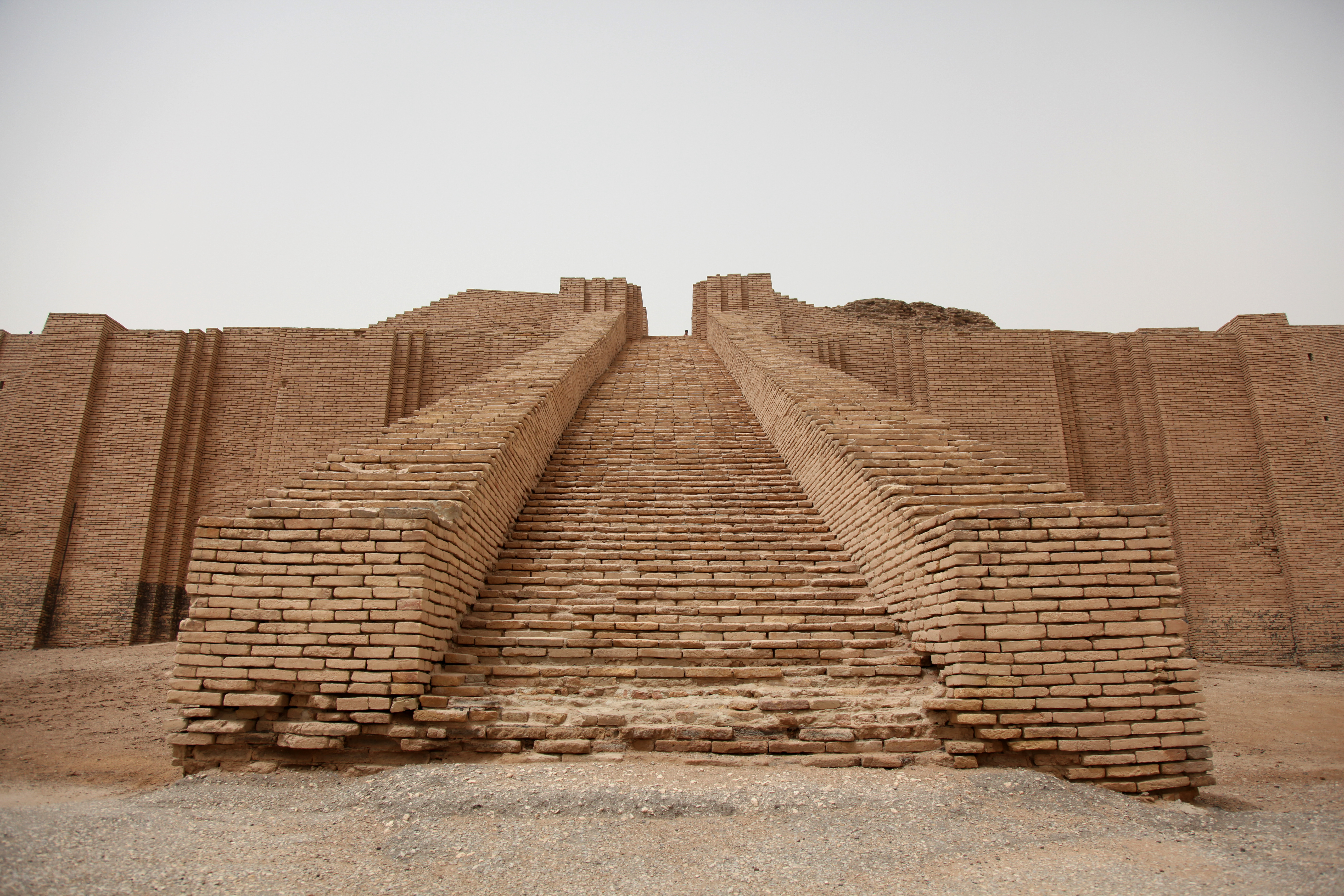
Scalinata centrale della Ziqqurat di Ur

L'arte sumera, propria cioè del popolo dei Sumeri e sviluppatasi nella Mesopotamia tra i fiumi Tigri ed Eufrate, si può suddividere in vari periodi: 
- Periodo Protostorico (3500 a.C.-2900 a.C.);
- Periodo Protodinastico (2900-2350 a.C.);
- Periodo Accadico (2350-2200 a.C.);
- Periodo della II Dinastia di Lagash (2150-2120 a.C.);
- Periodo Neosumerico (2120-2004 a.C.) [1]

## Periodo protostorico
Intorno al 3500 a.C. si sviluppano in Mesopotamia i primi veri centri abitati e prende inizio la fase denominata "Rivoluzione Urbana".
L'arte, influenzata dalle trasformazioni introdotte con la produzione agricola, privilegia temi legati ai cicli della natura e alle divinità della fertilità, della nascita e della protezione della vita.

### Architettura
L'origine della tradizione architettonica dei Sumeri nasce nel sud della Mesopotamia, ma ben presto prenderà piede anche nel Medio e Alto corso del fiume Eufrate.
L'esempio migliore dell'architettura sumera si riscontra nel complesso templare di Uruk (oggi Warka), dedicato alla dea Inanna e al dio Anu.
Il santuario si presenta strutturato in diversi edifici accostati tra loro:
- tempio a mosaico, con cella centrale tra due ali simmetriche e ambiente ortogonale ad L su lato breve;
- palazzo quadrato, articolato lungo un cortile di 31 metri di lato con numerosi ingressi e facciate a sporgenze e rientranze;
- tempio C, tripartito(divisa in 3 parti);
- tempio D, con grande sala centrale affiancata da ali di ambienti minori;
- sala dei pilastri, spazio rettangolare fiancheggiato da due ali ospitanti vani accessibili solo dall'esterno dell'edificio e con lunghi corridoi per l'ingresso (osservatorio solare).

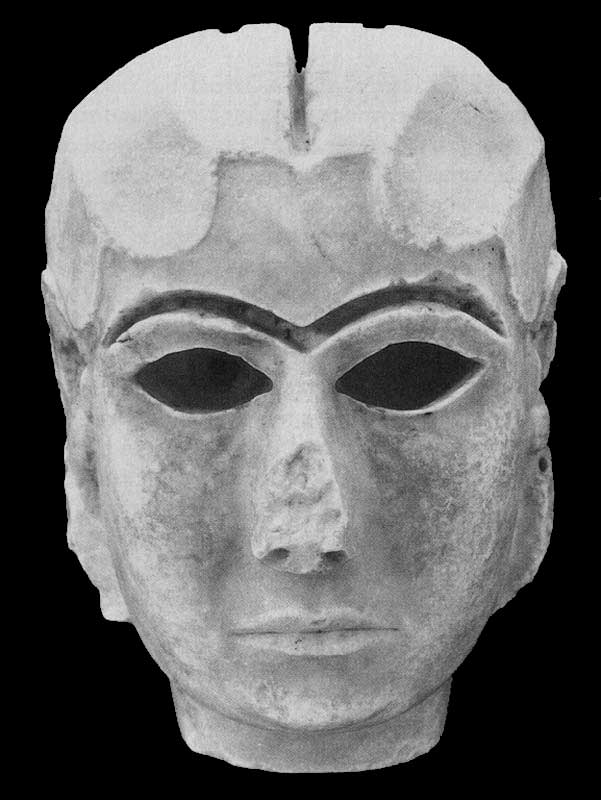
Testa femminile da Warka

### Statuaria
A causa delle innumerevoli sovrapposizioni urbanistiche dei secoli successivi le testimonianze della statuaria protostorica sono scarse, ma lasciano intuire la preferenza verso uno stile di tipo naturalistico, per lo più privo di caratterizzazioni individuali dei soggetti rappresentati. Le figure umane vengono solitamente rappresentate in posa ieratica, con grandi occhi privi di espressione che evocano spiritualità e trascendenza. Il significato di questi soggetti è legato al pensiero umano e alla spiritualità; in ciò si può intuire la volontà di rappresentare il rapporto devozionale e il rispetto esistente tra l'uomo e le divinità.
Esempio di statuaria protostorica: 
- Busto di Fedele da Uruk (III millennio a.C.);
- Testa femminile da Warka (III millennio a.C.)

### Rilievo
Il rilievo protostorico possiede una funzione religiosa e celebrativa, il cui significato è quasi sempre legato all'ordine sociale e divino. La figura umana diviene un mezzo per celebrare il ruolo istituzionale del personaggio raffigurato e diviene un'espressione dell'ideologia politica e religiosa della comunità.
Nel rilievo compare la figura del capo della comunità che combatte contro alcuni animali, soprattutto leoni e tori, che ideologicamente rappresentano la comunità che esercita il suo potere e il suo dominio sul mondo naturale e che reca equilibrio nel rapporto con il mondo divino. Altri temi rappresentati sono i temi legati al mondo agricolo e pastorale.
Gli esempi emblematici del rilievo protostorico sono i seguenti:
- Placca a rilievo dal tempio di Inanna a Nippur (III millennio a.C.) Baghdad, Museo nazionale iracheno;
- Recipiente cultuale decorato a rilievo (III millennio a.C.) Londra, British Museum;
- Vaso cultuale di Uruk (fine IV millennio a.C.) Baghdad, Museo nazionale iracheno.

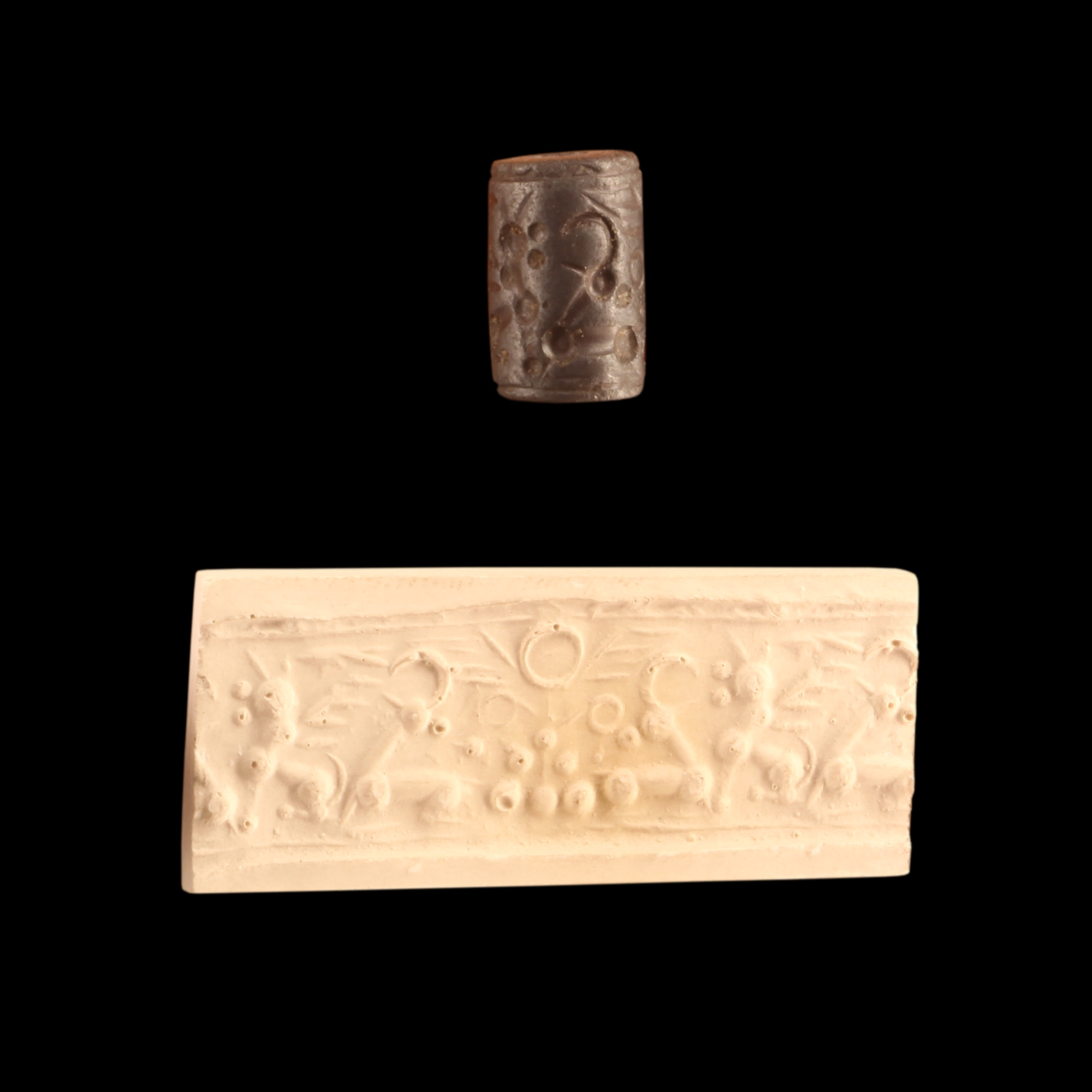
Sigillo reale con teorie di animali

### Glittica
La glittica si sviluppa soprattutto per quanto riguarda la produzione di numerosi sigilli cilindrici. I sigilli erano degli strumenti utilizzati nella gestione economica e dovevano garantire un controllo di tutte l'entrate e le uscite.
L'oggetto cilindrico veniva fatto rotolare su una tavoletta d'argilla che ne conservava l'impronta. Il sigillo era quasi sempre decorato con scene araldiche, mitologiche, teorie di animali e cerimonie presso santuari. Tali decori servivano come riconoscimento immediato del proprietario del sigillo.
Con i primi anni del III millennio a.C. i decori divengono schematici con raffigurazioni di teorie animali.

## Periodo Protodinastico
Tra il 2900 a.C. e il 2350 a.C. si assiste ad una progressiva omogeneità culturale, nonostante un fortissimo policentrismo. La nascita dei centri abitati e le migliorie apportate nella vita quotidiana delle comunità, portano ad un sostanziale aumento demografico.
Le nuove forme dello stato si organizzano intorno al palazzo del sovrano, che diventa il fulcro delle città-Stato. Il tempio dedicato agli dei locali mantiene il primato ideologico.
In questo periodo l'arte diviene propaganda per legittimare i sovrani e il loro governo. Per la prima volta il diritto a regnare viene giustificato da discendenza divina e donata dagli dei al sovrano.
A questo periodo risalgono le prime testimonianze sulle guerre avvenute tra città-stato; testimonianza di questi scontri è il famosissimo Stendardo di Ur (2500 a.C. circa), conservato al British Museum di Londra.

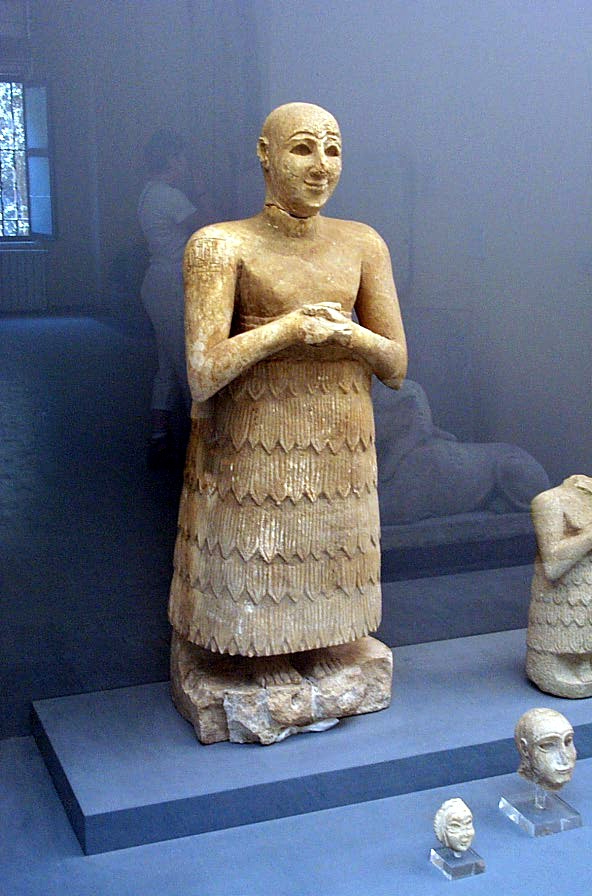
Esempio di "orante" del periodo Protodinastico

### Architettura
Durante il Periodo Protodinastico continua ad essere utilizzato lo schema tripartito usato nel periodo precedente, anche se arricchito da elementi innovativi come il cortile d'ingresso e alcuni ambienti minori.
L'architettura templare è luogo di mutamenti radicali: a causa del progressivo affermarsi di caratteri teocratici nella società sumera, basata su una gerarchia verticale e su un lavoro collettivizzato, il tempio, fulcro della comunità, è ora munito di uffici amministrativi, forni, magazzini etc., e vengono perciò utilizzati nuovi schemi compositivi: 
- Tempio quadrato, con corte centrale circondata da vani e corti minori che introducono, dopo un vano latitudinale, alla cella di culto posta trasversalmente con l'ingresso sul lato lungo (Tell Asmar e Tell Agrab);
- Tempio ovale, sorgeva su una terrazza che si stagliava nel cortile interno di un monumentale complesso religioso racchiuso da mura ellittiche, con planimetria tripartita (Khafajah).

I palazzi dei sovrani, invece, non seguono schemi simmetrici, i vani si organizzano lungo un cortile centrale che permette il transito interno tra gli ambienti dell'edificio.

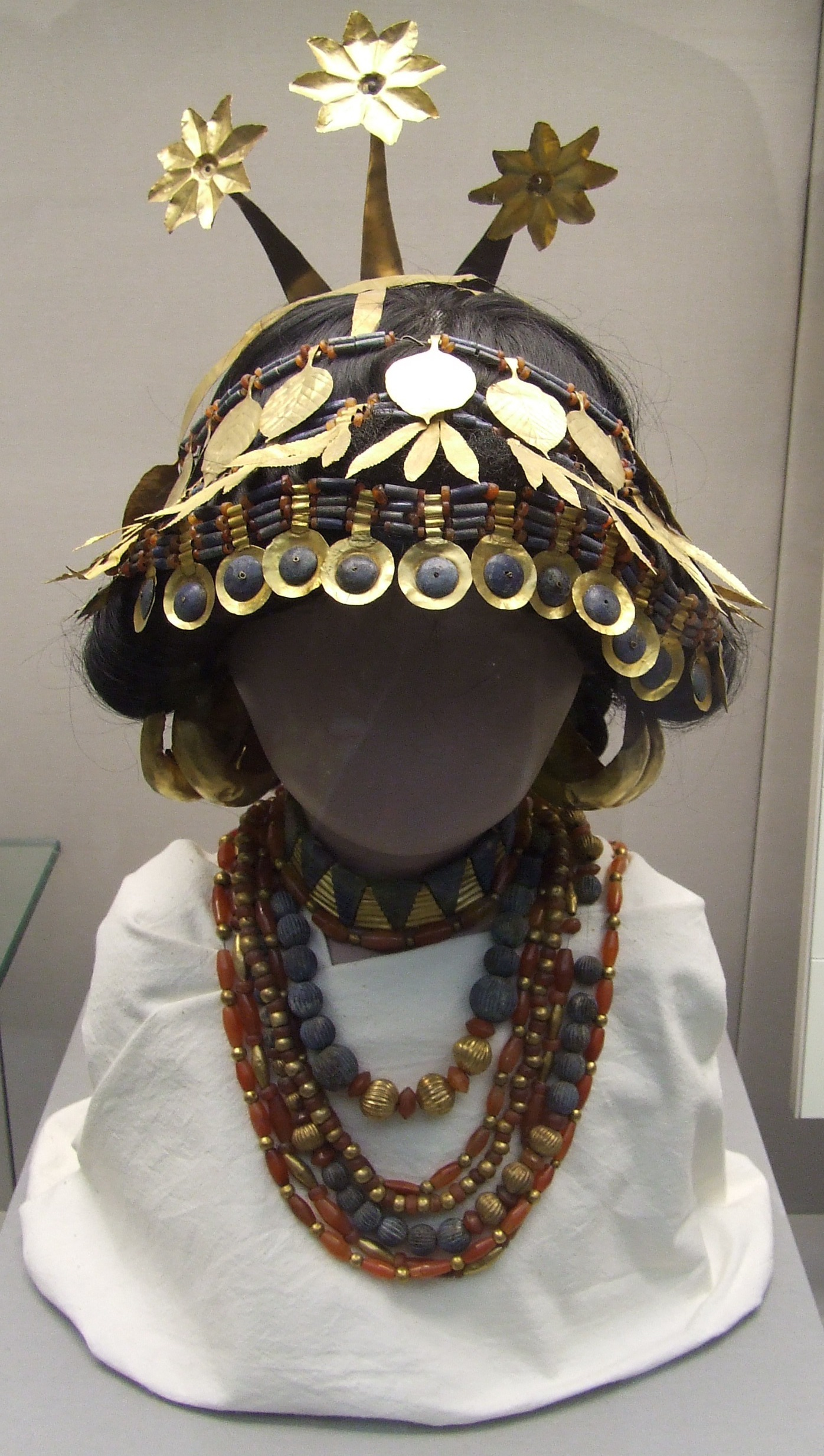
Corona della grande regina Puabi, massimo esempio dell'oreficeria sumera (2600 a.C.)

### Statuaria
La scultura si sviluppa sulla forma geometrica del cilindro, permettendo l'eliminazione delle spigolosità e l'arrotondamento della figura.
I soggetti maggiormente raffigurati sono dei fedeli adoranti la divinità chiamati "oranti". Le figure presentano un forte schematismo che si allontana da ogni aspetto realistico; questo perché l'obbiettivo è la creazione di una sorta di tramite con la divinità, che permetta alla scultura di comunicare con il dio.
Esempio di scultura:
- Oranti di Tell Asmar (2600 a.C), Baghdad, Museo nazionale iracheno.

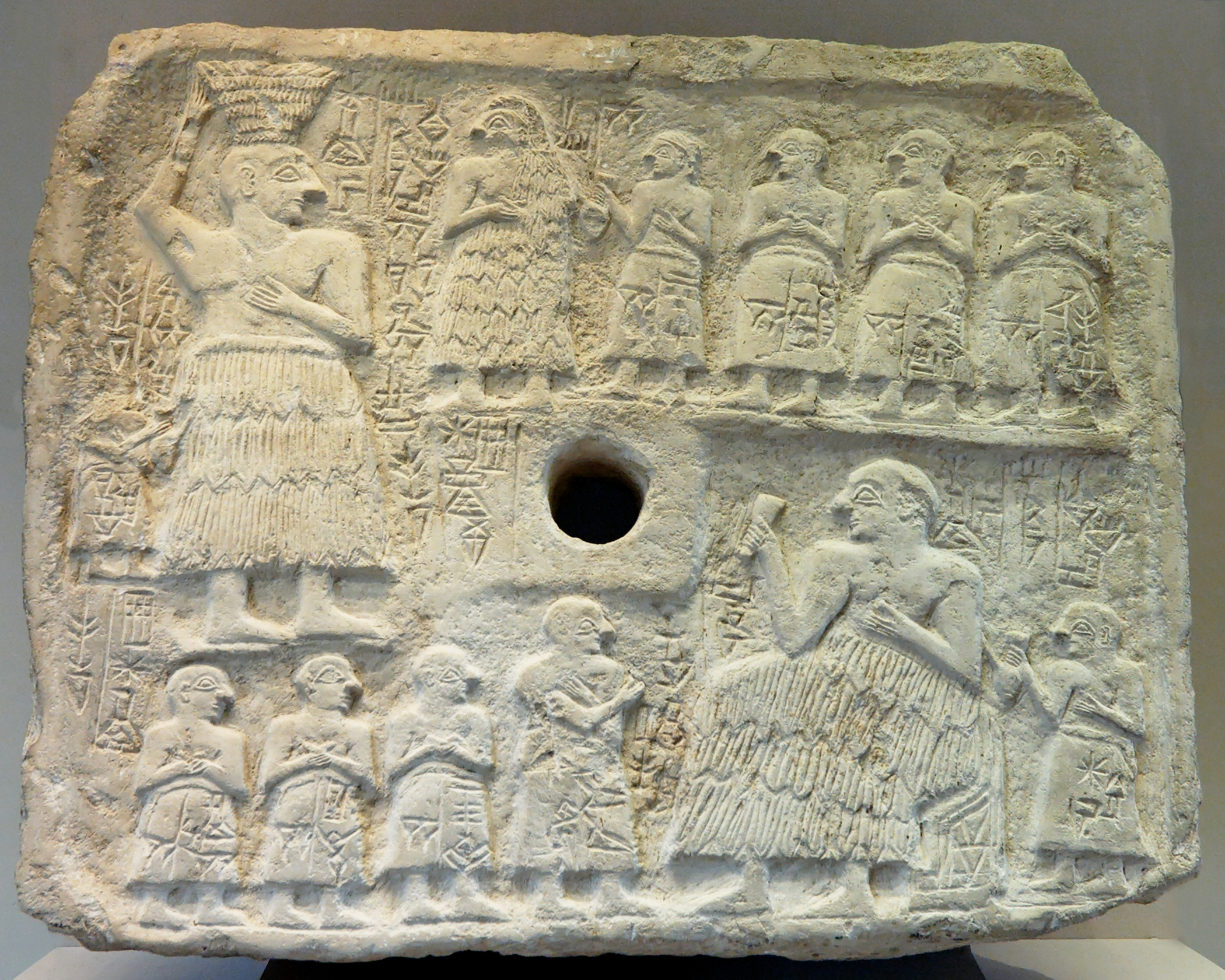
Placca di Ur-Nanshe da Tello, 2500 a.C., Parigi, Museo del Louvre

### Rilievo
La tecnica del rilievo si esprime nella realizzazione di placche votive, ovvero lastre in pietra delle dimensioni di 20–30 cm. Il tema trattato è il banchetto cerimoniale a seguito di una ricorrenza religiosa. In origine le placche venivano affisse sulle pareti dei templi tramite un chiodo che veniva inserito nel foro centrale della tavoletta in pietra.
La decorazione delle placche votive si svolge solitamente su due o tre registri narrativi.
Esempio di placca votiva: 
- Placca di Ur-Nanshe da Tello (2500 a.C.) Parigi, Museo del Louvre.

Verso il termine del Periodo Protodinastico si afferma il rilievo celebrativo su stele; queste svolgono la funzione di commemorare le vittorie del sovrano sul nemico.
Esempio di stele: 
- Stele degli avvoltoi (2400 a.C.) Parigi, Museo del Louvre

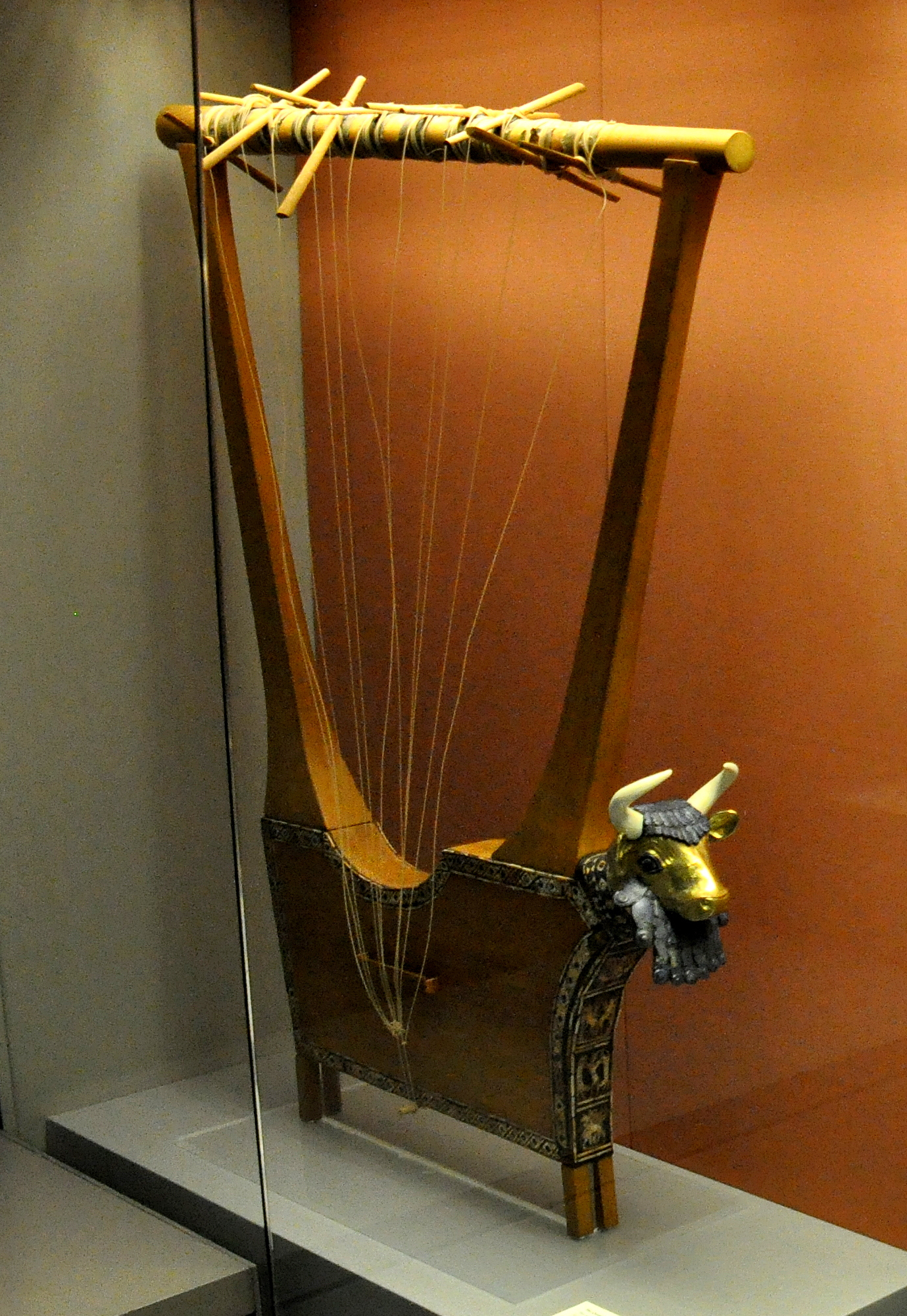
Decorata lira della regina Puabi

### Glittica
Le prime testimonianze sulla glittica sono molto tarde e riguardano, anche in questo periodo, la produzione di sigilli, quasi tutti provenienti da Fara. Le incisioni presenti sui sigilli presentano una decorazione a fregio continuo, con intreccio tra diverse figure (scene mitologiche).
Verso la fine del Protodinastico o Protodinastico III, si assiste ad una totale rottura con lo stile precedente e l'utilizzo di un nuovo schema decorativo. I sigilli presentano un fregio composto da un uomo/eroe nudo, probabilmente Gilgamesh, in lotta con leoni intenti ad aggredire capre o antilopi.

### Toreutica
L'esempio più celebre dell'arte della toreutica sumera è il vaso di Entemena (2400 circa a.C.), al Museo del Louvre di Parigi.

## Periodo accadico

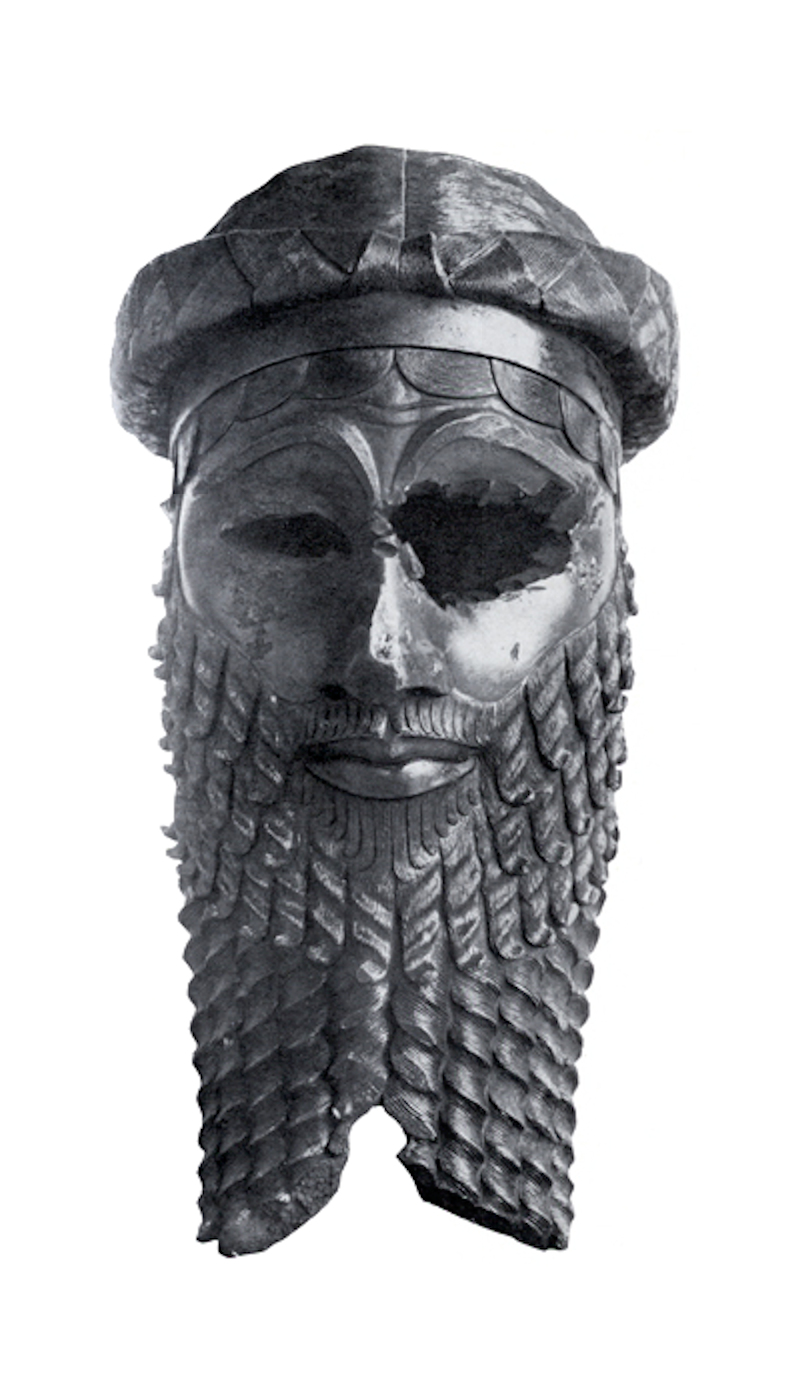
Testa in bronzo di dignitario accadico (forse Sargon di Akkad o Naram-Sin), conservata al Museo nazionale iracheno

### Statuaria
L'esempio più importante della statuaria accadica è la cosiddetta Testa di Sargon proveniente da Ninive (2300 a.C. circa) e ora conservata nel Museo nazionale iracheno a Baghdad. La testa, realizzata in bronzo, rappresenta Sargon di Akkad o suo nipote Naram-Sin. Il volto è realizzato in modo realistico: naso aquilino, zigomi pronunciati, labbra carnose, barba e capelli molto definiti e articolati.

### Rilievo
L'opera che maggiormente esprime lo stile e l'arte del rilievo nel Periodo Akkadico è la Stele di Naram-Sin (2254-2218 a.C.) conservata a Parigi nel Museo del Louvre.

## Periodo della II dinastia di Lagash
Intorno al 2150 a.C. la dinastia di Akkad crolla sotto la spinta d'invasione dei Guti, popoli provenienti dai monti Zagros. Il vuoto politico, causato dall'invasione, viene brevemente colmato dal sovrano della città di Lagash, Gudea, che estende il suo dominio su tutta la Babilonia Meridionale e Centrale.
Intorno al 2120 a.C. un sovrano proveniente dalla città di Uruk, Utukhegal, scaccerà definitivamente dalla Mesopotamia i Guti e soppianterà il dominio della dinastia di Lagash, fondando la IV dinastia di Uruk.

### Statuaria
Gudea stravolge lo stile in cui viene rappresentata la regalità rispetto ai periodo precedenti. Il sovrano si raffigura come un buon sovrano che guida rettamente il suo popolo, un buon amministratore, un eccellente governatore e un fervente costruttore in onore delle divinità cittadine.
Numerose sono le statue in diorite che lo raffigurano. Nella statuaria viene abbandonato lo schema troncoconico e la figura è rappresentata con una plasticità molto realistica. Solitamente il sovrano è vestito con una toga, che lascia scoperta la spalla destra. Le pieghe della veste usualmente si concentrano sotto l'ascella destra, mentre un lembo ricade sul braccio sinistro. Le mani sono giunte sul ventre e l'anatomia muscolare è ben evidenziata. Spesso Gudea è raffigurato calvo o con un copricapo di vello di montone. Il viso ieratico presenta grandi occhi, sopracciglia unite (lisca di pesce), palpebre in rilievo, bocca sinuosa e chiusa.
Esempi della statuaria di questo periodo: 
- Statua di Gudea di Lagash (XXII secolo a.C.) Parigi, Museo del Louvre
- Testa di Gudea (XXII secolo a.C.) Parigi, Museo del Louvre
- Statua di Gudea (XXII secolo a.C.) New York, Metropolitan Museum of Art

## Periodo Neosumerico
Intorno al 2120 a.C. il sovrano di Uruk, Utukhegal, riunisce il regno di Sumer e Akkad, sconfigge i Guti e fonda la IV dinastia di Uruk. La nuova dinastia verrà soppiantata sette anni dopo dalla III dinastia di Ur con il sovrano Ur-Nammu (2112 - 2095 a.C.), che si eleggerà "Re di Sumer e di Akkad". Con questa dinastia la Mesopotamia conosce un periodo di prosperità economica e stabilità politica.
Nel 2004 a.C. a causa di una grave crisi economica, dalle pressioni degli Amorrei a nord e degli Elamiti a sud, la III dinastia di Ur si estingue. Da questo momento la Mesopotamia torna ad essere frazionata in diversi regni regionali (Isin, Larsa, Eshnunna, Babilonia).

### Architettura

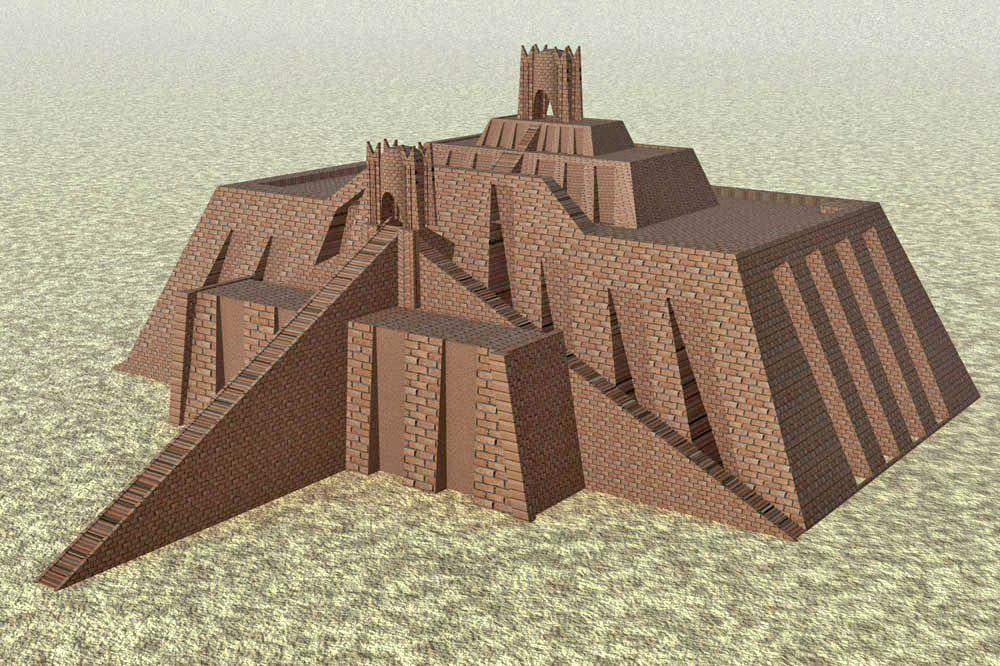
Ziqqurat di Ur

Le testimonianze relative all'architettura del periodo Neosumerico si riscontrano nelle città di Sippar, Nippur e Ur.
Soprattutto il santuario di Ur presenta numerosi edifici sacri, disposti intorno ad una ziqqurat di notevoli dimensioni, sulla cui sommità si ergeva il tempio dedicato alla dea Nanna. La ziqqurat, esempio più caratteristico dell'architettura sumera, era composto da tre terrazze raggiungibili grazie ad ampie scalinate centrali e laterali; i prospetti dell'edificio si presentavano movimentati da contrafforti, lesene, sporgenze e rientranze.
Gli scavi condotti nelle vicinanze dello ziqqurat hanno riportato alla luce altri edifici, quasi tutti di pianta quadrangolare, due corti con ingressi preceduti da torrioni e mura.

### Statuaria
Gli scavi archeologici hanno individuato fino ad ora scarsissime testimonianze di scultura neosumerica. Le poche statue individuate presentano uno stile molto sobrio e un alto livello naturalistico.
Esempio:
- Dea Gula (XX secolo a.C.) Baghdad, Museo nazionale iracheno

### Rilievo
La tecnica del rilievo si manifesta sostanzialmente nella realizzazione di stele, come nei periodi precedenti, composte secondo uno schema e un'ideologia ripresa dai rilievi del periodo protodinastico, ovvero divengono veicoli di comunicazione tra il sovrano e le divinità cittadine.
L'ideologia arcaica viene però affiancata da nuove tendenze plastiche, in cui l'iconografia si presenta realistica, priva di schematismi, elegante e con masse volumetriche ben distinte.
Esempio di rilievo:
- Stele di Ur-Nammu da Ur (2100 a.C.), Filadelfia, University Museum

La stele si presenta lavorata su entrambi i lati ed è divisa in cinque registri. L'opera presenta scene in cui il sovrano adora le divinità Ninlil ed Enlil, Enki e Ninmakh.

### Glittica

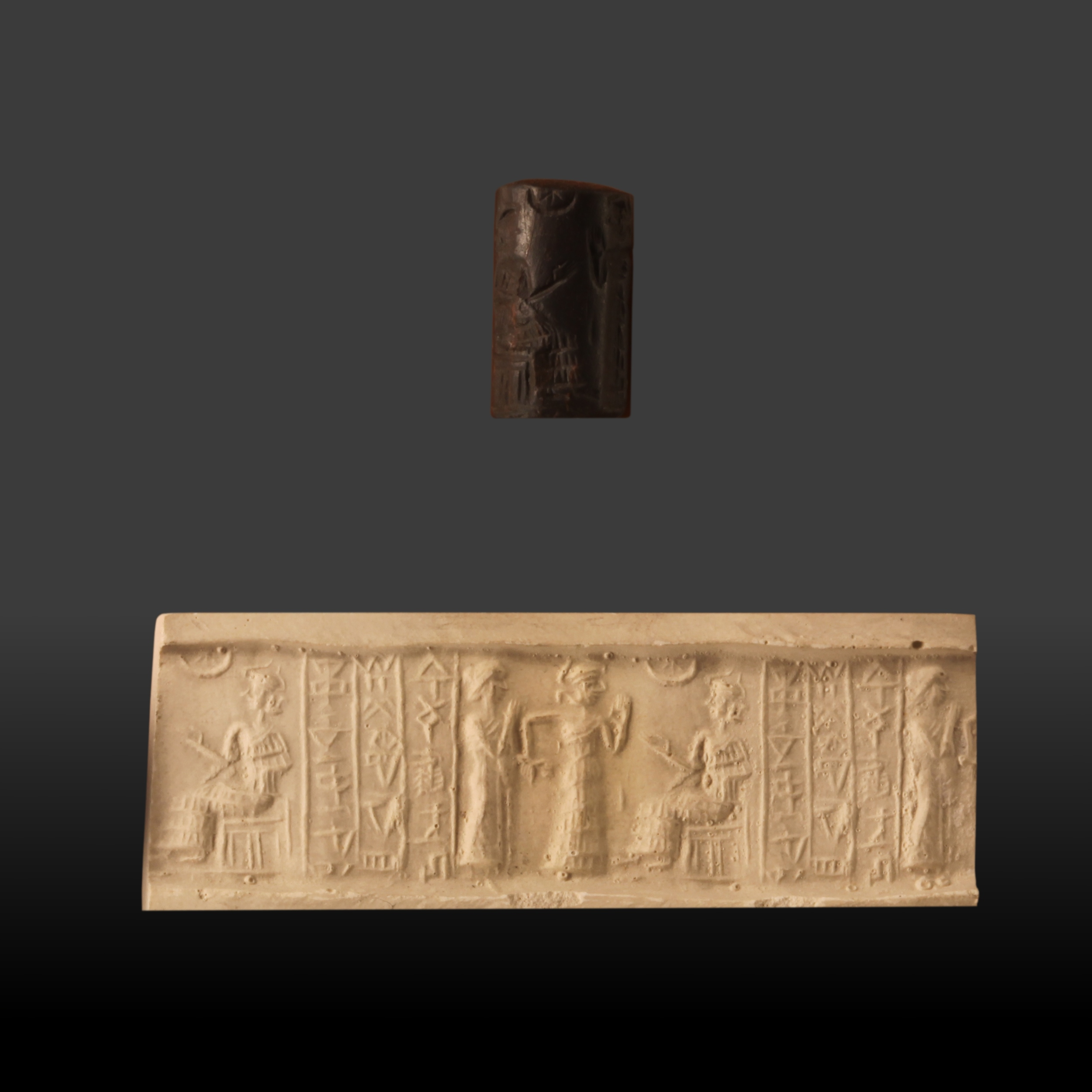
Sigillo con tema di introduzione

La glittica neosumerica, eseguita sui sigilli, tratta temi raffiguranti il Re divinizzato che accoglie ufficiali o fedeli condotti innanzi al sovrano da divinità minori.
Lo schema compositivo risulta ripetitivo, rigido, privo di espressione e interazione fisica tra i personaggi.
Il tema prevede il sovrano, sulla destra, seduto in trono con il braccio proteso innanzi e con una coppa nella mano opposta, in procinto di accogliere il fedele o il funzionario.
La composizione è arricchita da falci lunari, dischi radiali, globi e stelle.

## Galleria d'immagini

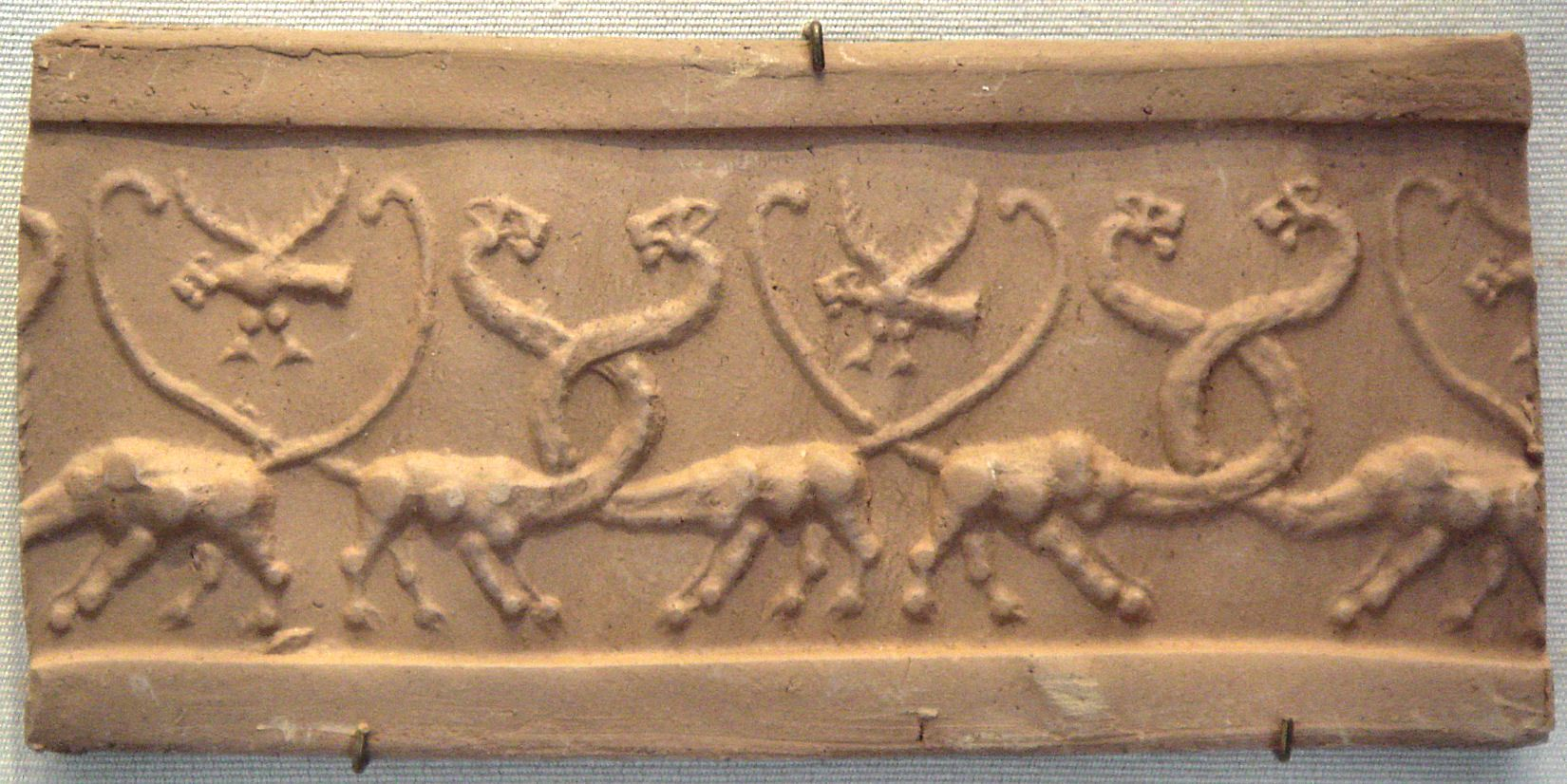
Impronta di sigillo da Uruk (3000 a.C.) Parigi, Museo del Louvre
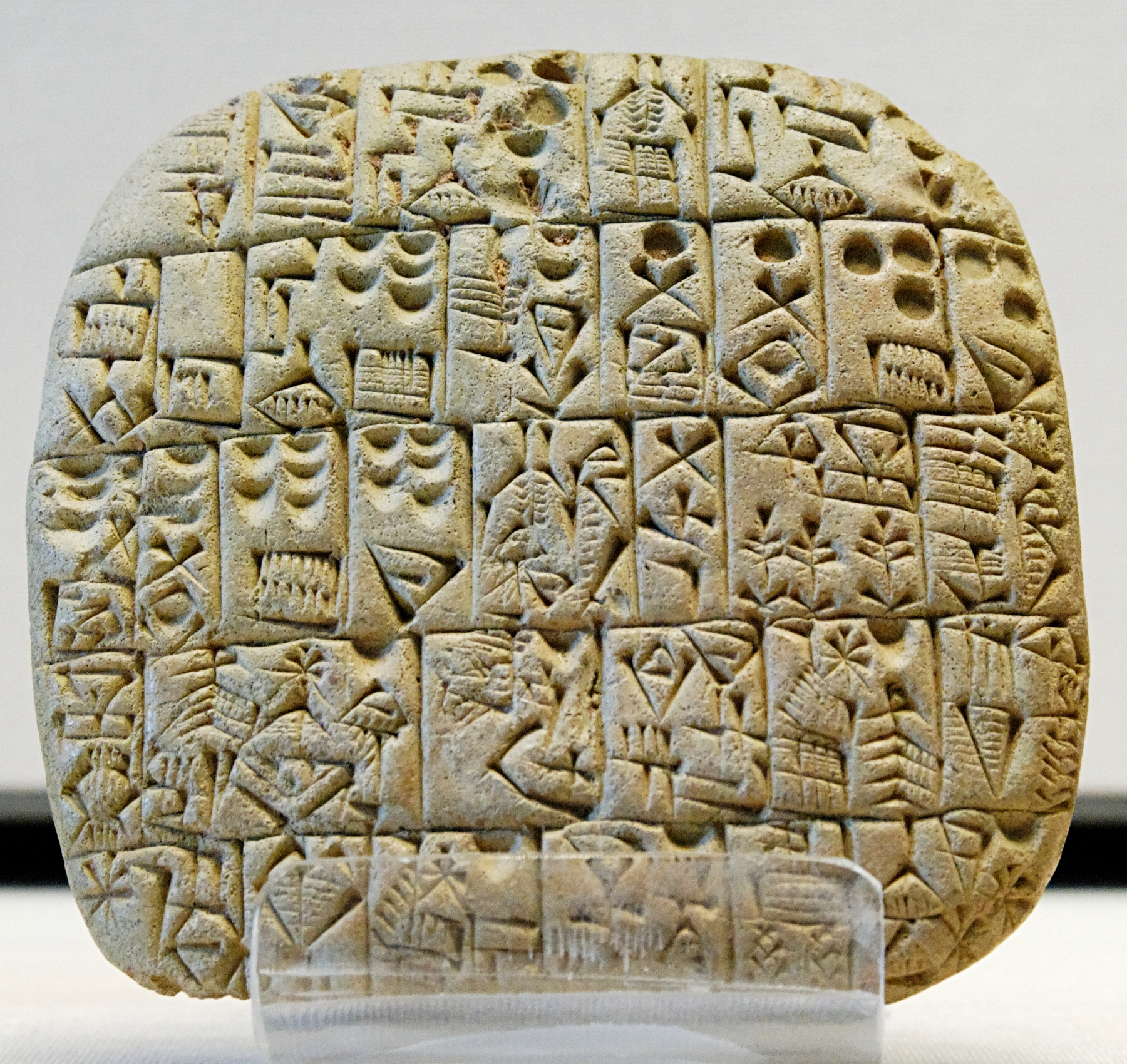
Tavoletta con iscrizione cuneiforme (2600 a.C.) Parigi, Museo del Louvre
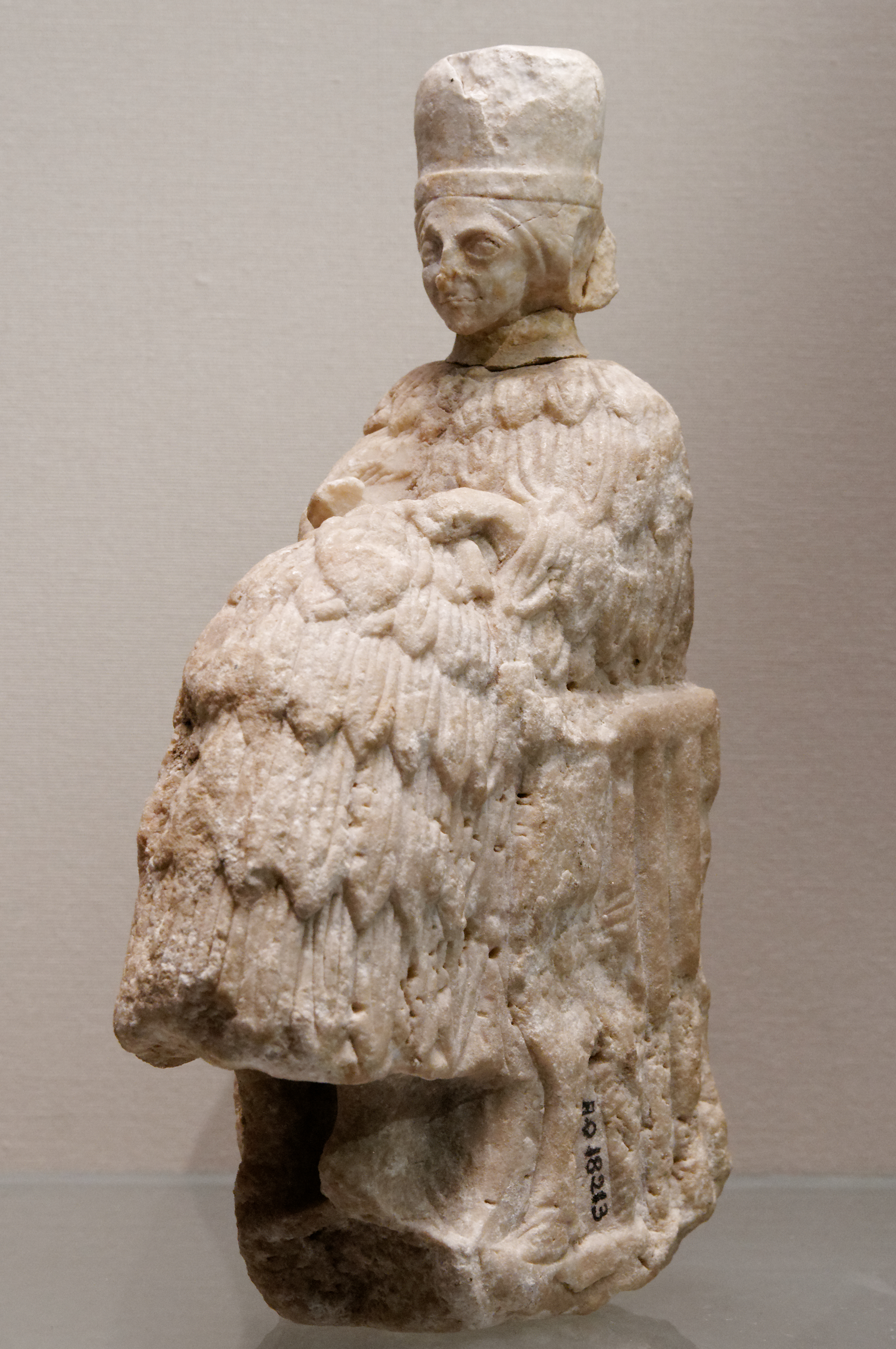
Statuetta d'orante (2500 a.C.) Parigi, Museo del Louvre
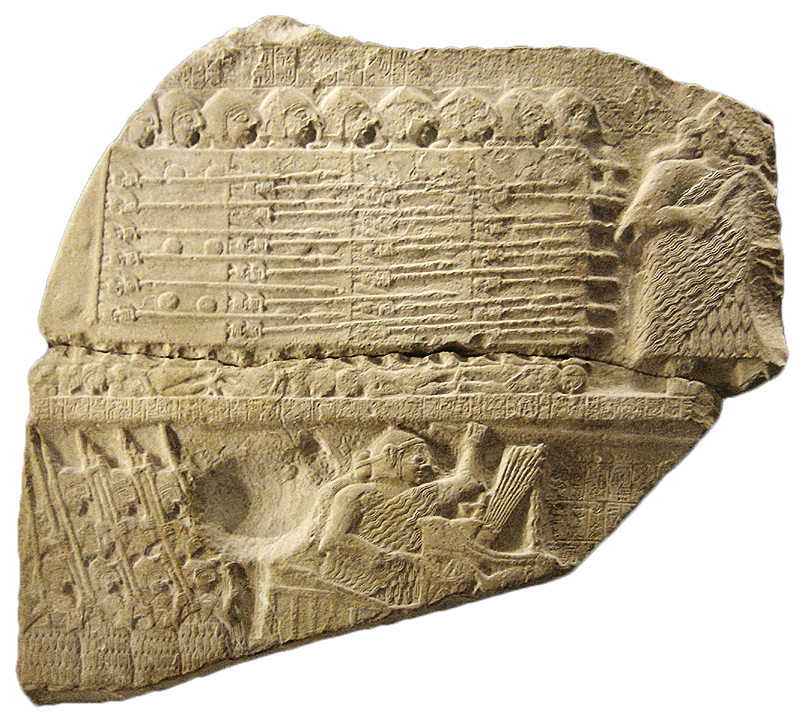
Stele degli avvoltoi (2400 a.C.), Parigi, Museo du Louvre
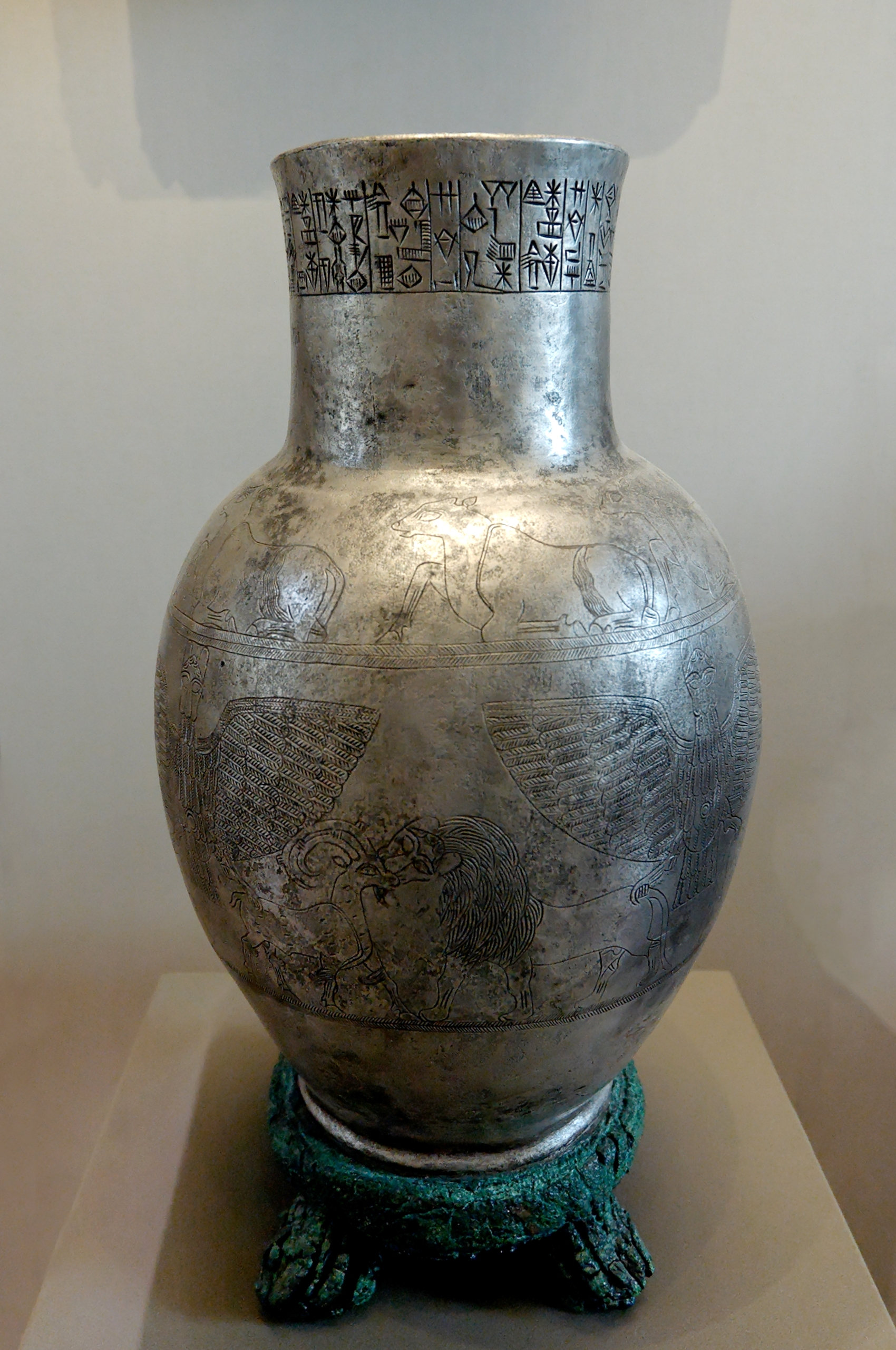
Vaso di Entemena (2400 circa a.C.), Parigi, Museo du Louvre.
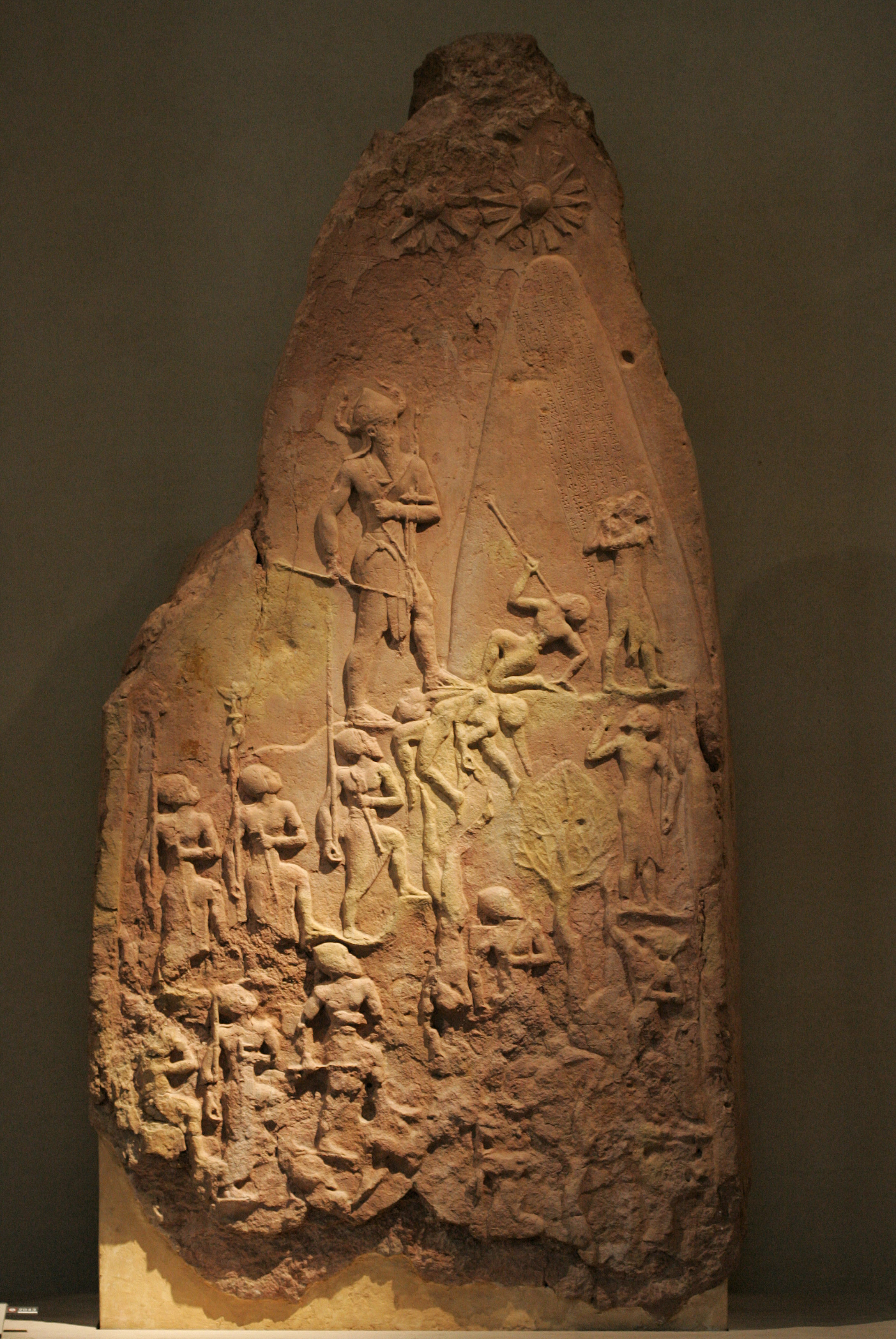
Stele di Naram-Sin (2254-2218 a.C.) Parigi, Museo du Louvre.